# Lange Gasse 29 (Quedlinburg)

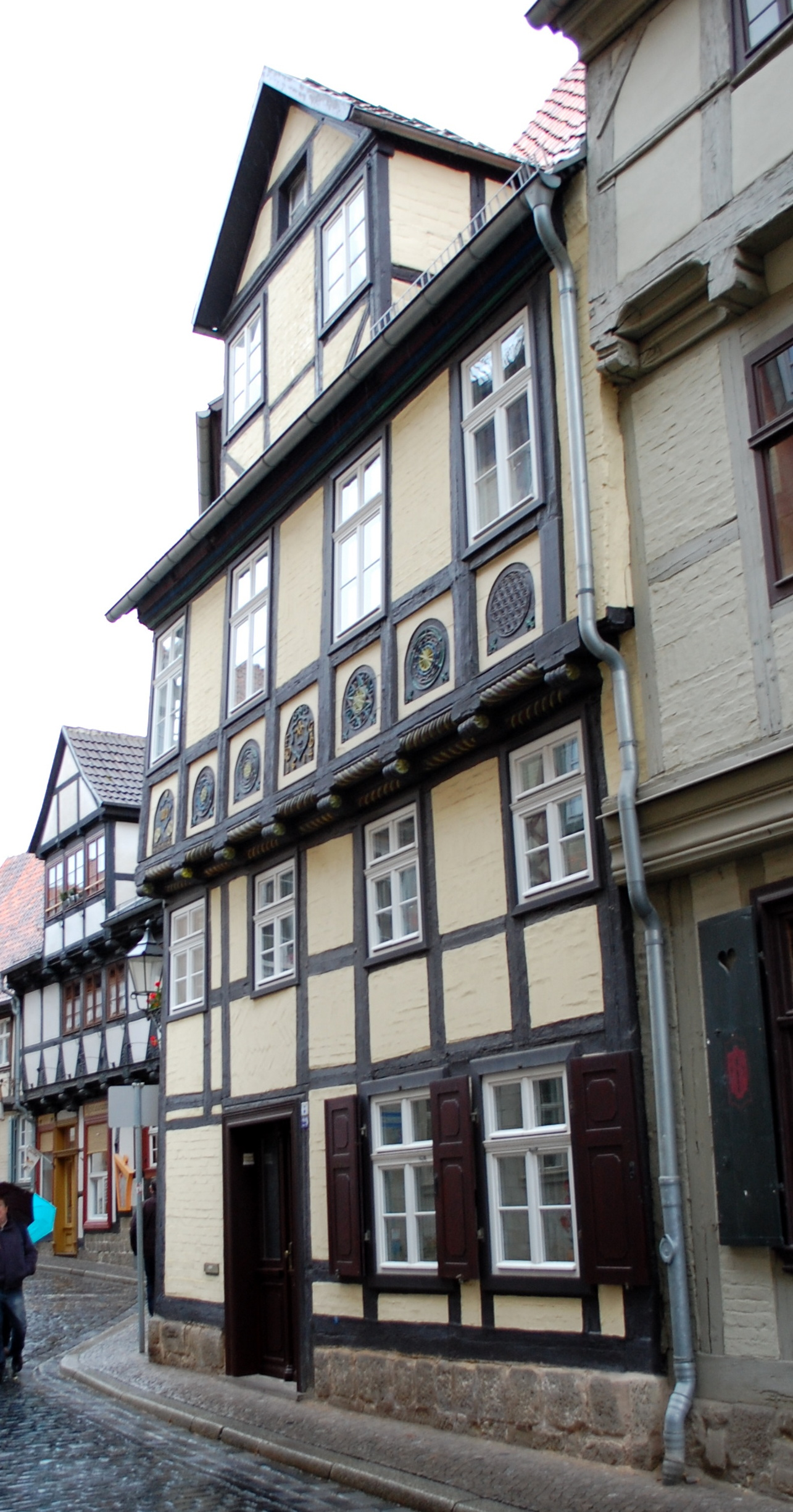
Haus Lange Gasse 29

Das Haus Lange Gasse 29 ist ein denkmalgeschütztes Gebäude in Quedlinburg in Sachsen-Anhalt.

## Lage
Das im Quedlinburger Denkmalverzeichnis als Wohnhaus eingetragene Gebäude befindet sich im Quedlinburger Stadtteil Westendorf und gehört zum UNESCO-Weltkulturerbe. Südlich grenzt das gleichfalls denkmalgeschützte Haus Lange Gasse 28, nördlich das Haus Lange Gasse 30 an.

## Architektur und Geschichte
Das zweigeschossige Fachwerkhaus entstand nach einer Bauinschrift im Jahr 1614. Es verfügt über ein hohes Untergeschoss, in das ein Zwischengeschoss integriert ist. Das obere Stockwerk kragt über. Die Stockschwelle ist üppig verziert. Bemerkenswert sind insbesondere die mit geschnitzten Ornamenten versehenen Brüstungstafeln. Die Schnitzereien zeigen unter anderem auch Handwerkswappen mit Zirkel, Beil, Winkel und Hake sowie die Initialen F. G. und W.G. Aufgrund der letzteren Initialen wird zum Teil eine Erbauung durch Wulf Götze angenommen. Die Inschrift ist, wie bei älteren Inschriften in Quedlinburg üblich, erhaben aus dem Holz herausgearbeitet. Das Gebäude wird von einem steilen Satteldach bedeckt, in dem ein Zwerchhaus eingefügt ist.
Das Haus zählt gemeinsam mit dem Haus Breite Straße 39 zu einem der wichtigsten Fachwerkhäuser des frühen 17. Jahrhunderts in Quedlinburg.